# Kjell Tovle
Kjell David Tovle, född 30 januari 1954 i Stora Mellby, är en svensk skådespelare.

## Biografi
Tovle gick ut Teaterhögskolan i Stockholm 1980.

## Filmografi (urval)
- 1983 – Polskan och puckelryggen
- 1986 – Sammansvärjningen
- 1986 – Porttelefonen
- 1986 – Ester – om John Bauers hustru
- 1986 – Bödeln och skökan
- 1996 – Passageraren
- 1997 – Rederiet (TV-serie)
- 1997 – Kung Lear
- 1997 – Ogifta par
- 1999 – Jakten på en mördare

## Teater

### Roller (ej komplett)
| År   | Roll                | Produktion                                                  | Regi               | Teater               |
| ---- | ------------------- | ----------------------------------------------------------- | ------------------ | -------------------- |
| 1976 | Medverkande         | Chez nous Per Olov Enquist och Anders Ehnmark               | Lars Göran Carlson | Dramaten             |
| 1981 |                     | Sagan om havet Gösta Kjellin                                | Ronnie Hallgren    | Malmö stadsteater    |
| 1982 |                     | En skugga Hjalmar Bergman                                   | Thomas Porathe     | Malmö stadsteater    |
| 1982 |                     | Maratondansen (They shoot horses, don't they?) Horace McCoy | Lucian Giurchescu  | Malmö stadsteater    |
| 1986 |                     | Mandragola (La Mandragola) Niccolò Machiavelli              | Radu Penciulescu   | Dramatiska ensemblen |
| 1986 |                     | Vändpunkt noll Michael Druker                               | Richard Looft      | Teater Förlåt        |
| 1990 | Skepparen Sjömannen | Carl XII August Strindberg                                  | Jan Bergman        | Dramaten             |